# 銅鑼灣山

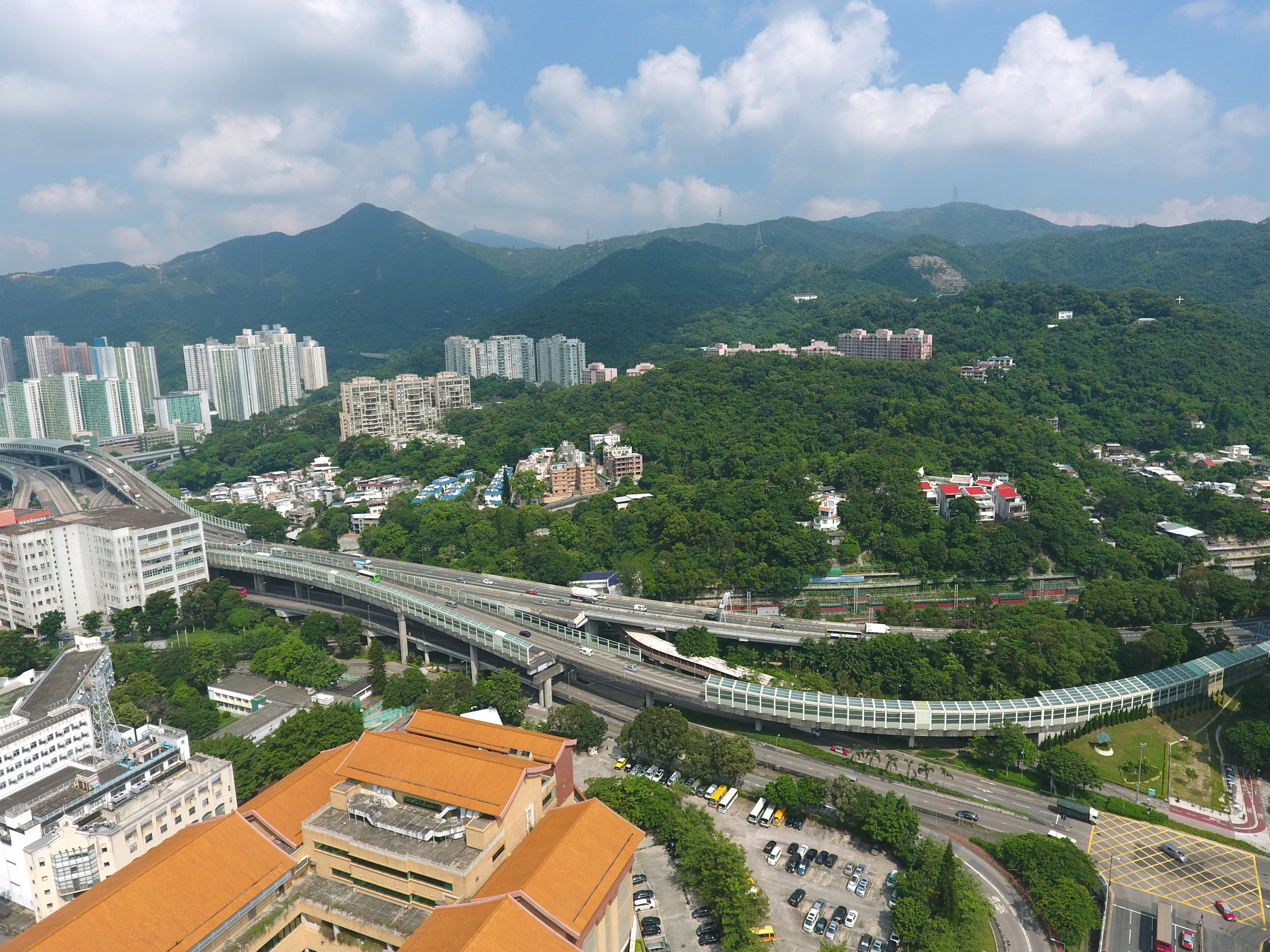
銅鑼灣山 (2016年)

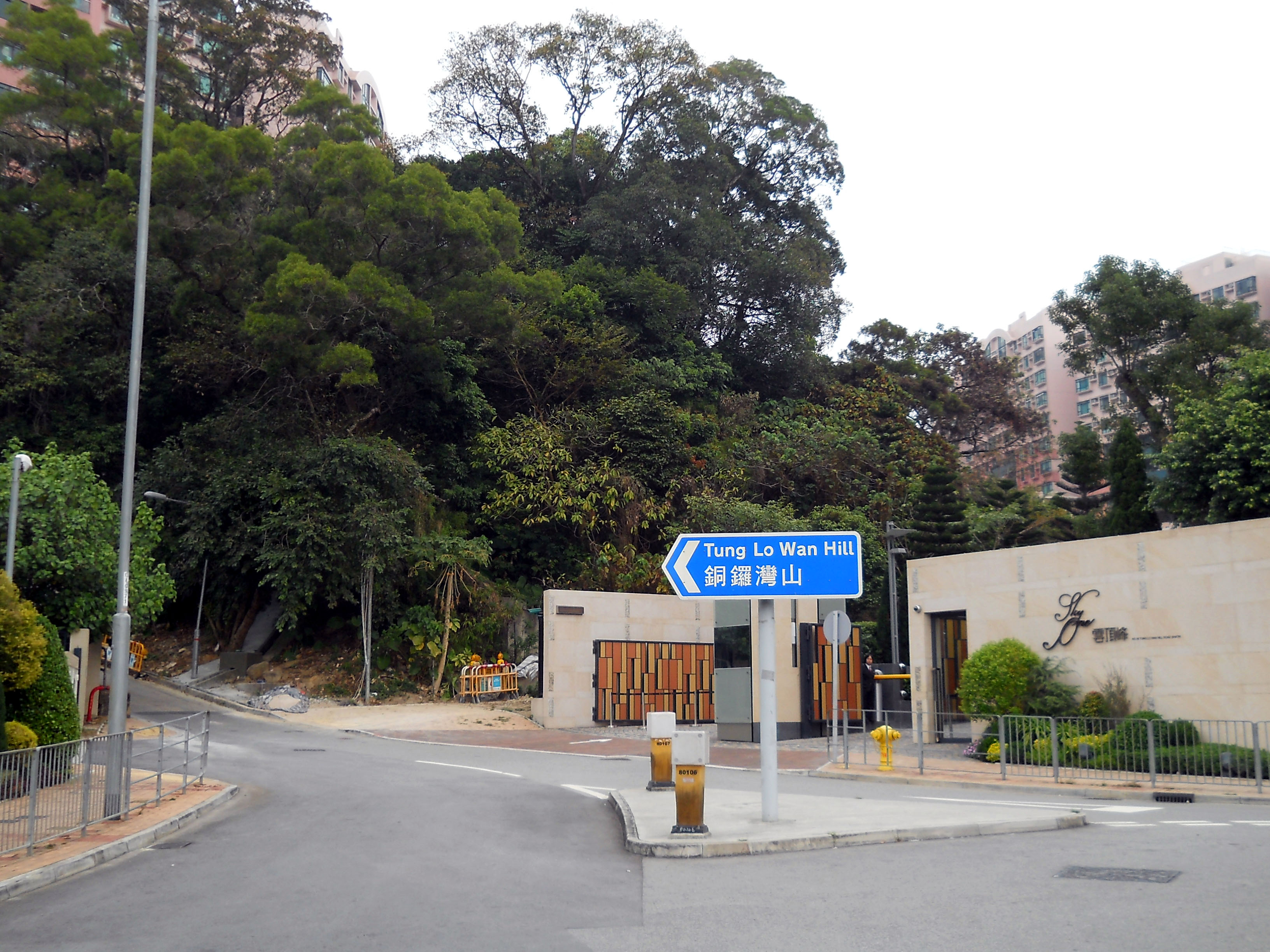
銅鑼灣山路牌

銅鑼灣山（英語：Tung Lo Wan Hill）是位於香港沙田銅鑼灣的一個山丘。山頂設有「沙田北有蓋配水庫」。

## 鄰近建築

### 政社團體

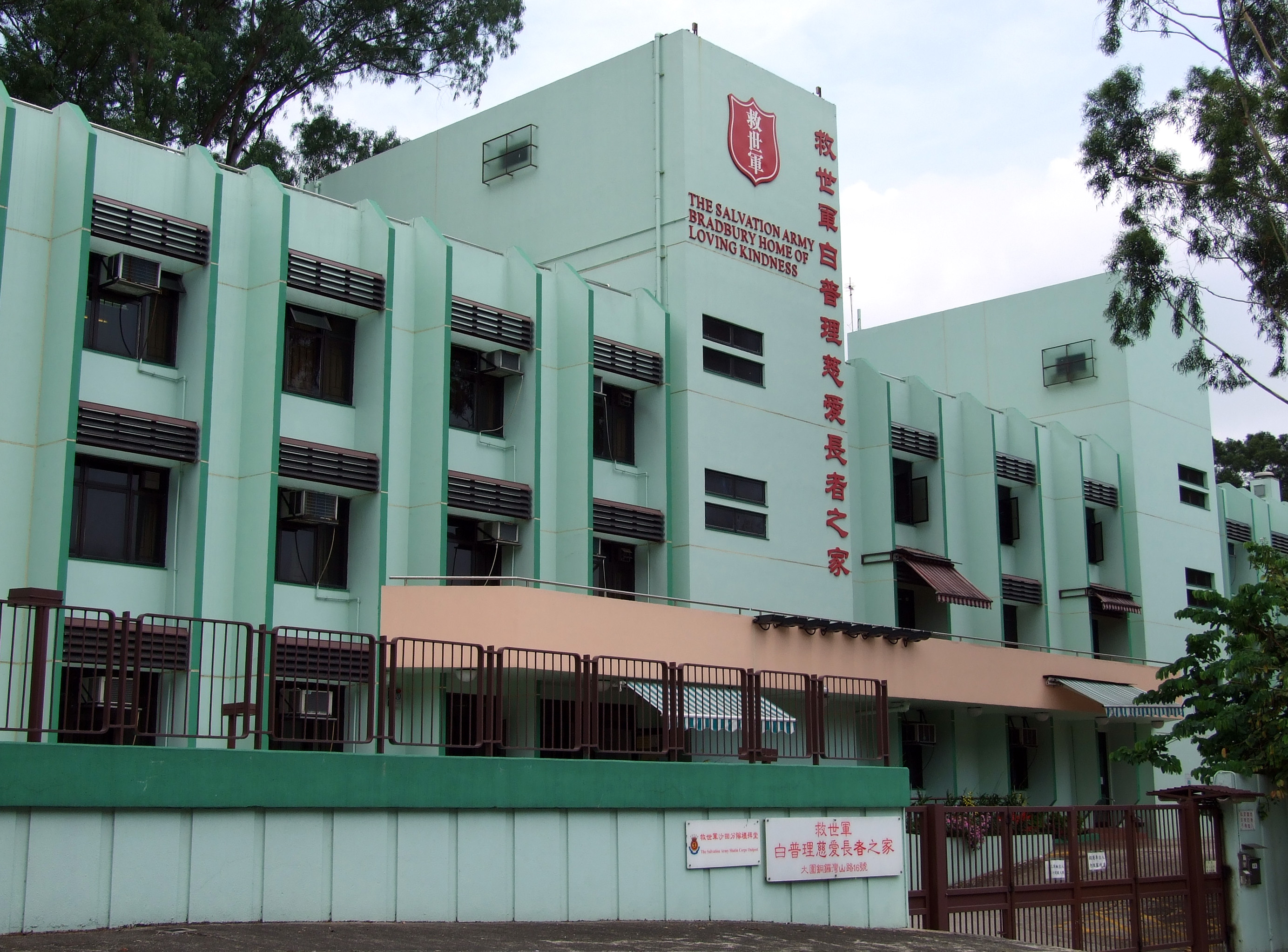
白普理慈愛長者之家

- 救世軍白普理慈愛長者之家兼救世軍沙田分隊禮拜堂

### 住宅
銅鑼灣山一帶的屋苑數量不多，主要有三組，分別為壹號雲頂及嘉御山，尚餘一組則為曉翠山莊，乃區內的大型豪宅屋苑。
- 曉翠山莊：由新鴻基地產及崇基學院合作興建，於1995年入伙，有14座8-10層樓宇，合共提供498個單位。
- 嘉御山：由嘉華地產興建，於2009年開售，有3幢低密度住宅及8間獨立屋，合共提供122個單位。
- 壹號雲頂：由新鴻基地產興建，於2008年入伙，有8座樓宇，合共提供412個單位。
  - 雲頂峰：壹號雲頂第二期，於2010年入伙，提供約100個開放式1至2房標準單位，有5伙複式大宅及4座獨立洋房。

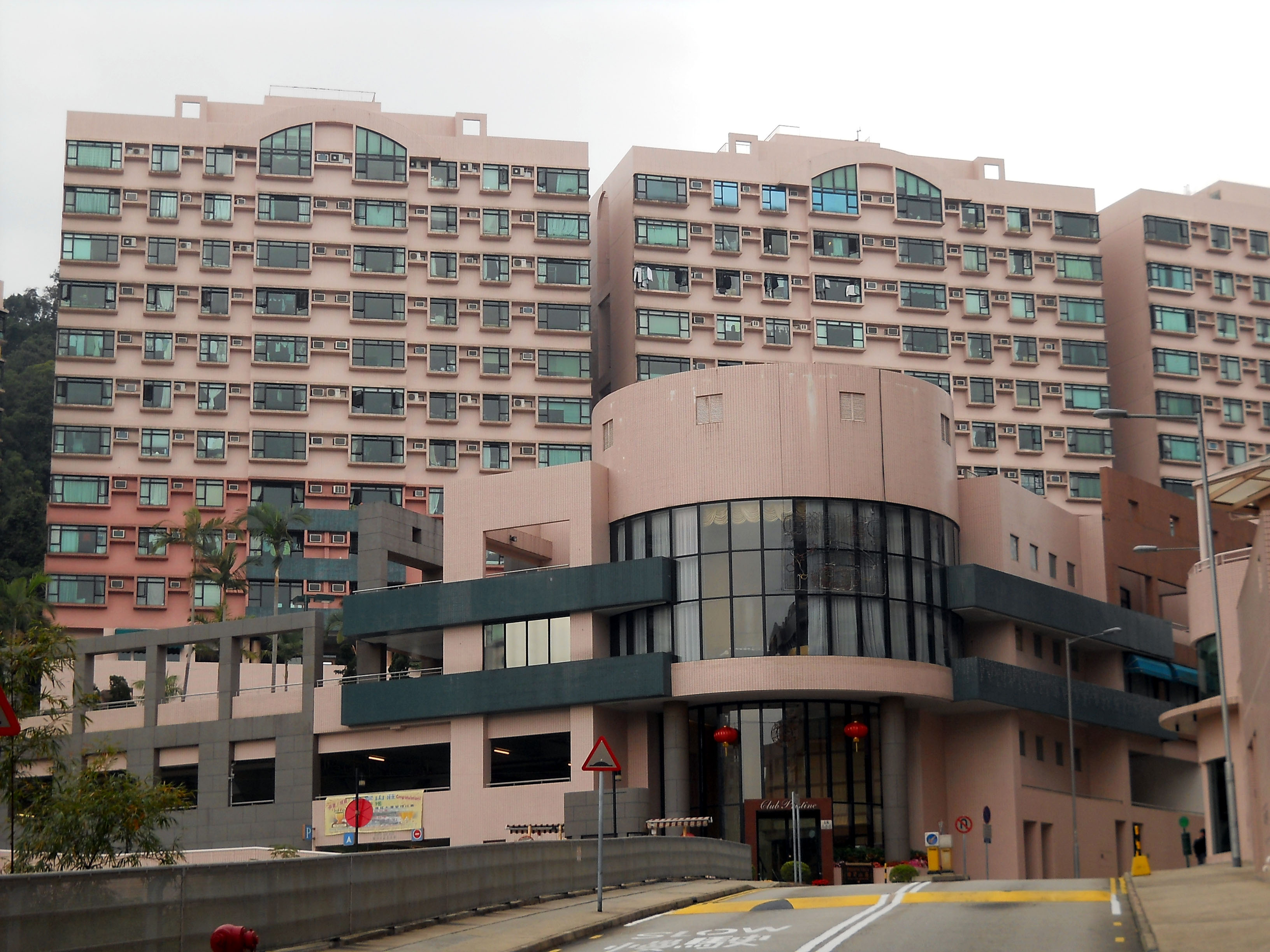
曉翠山莊
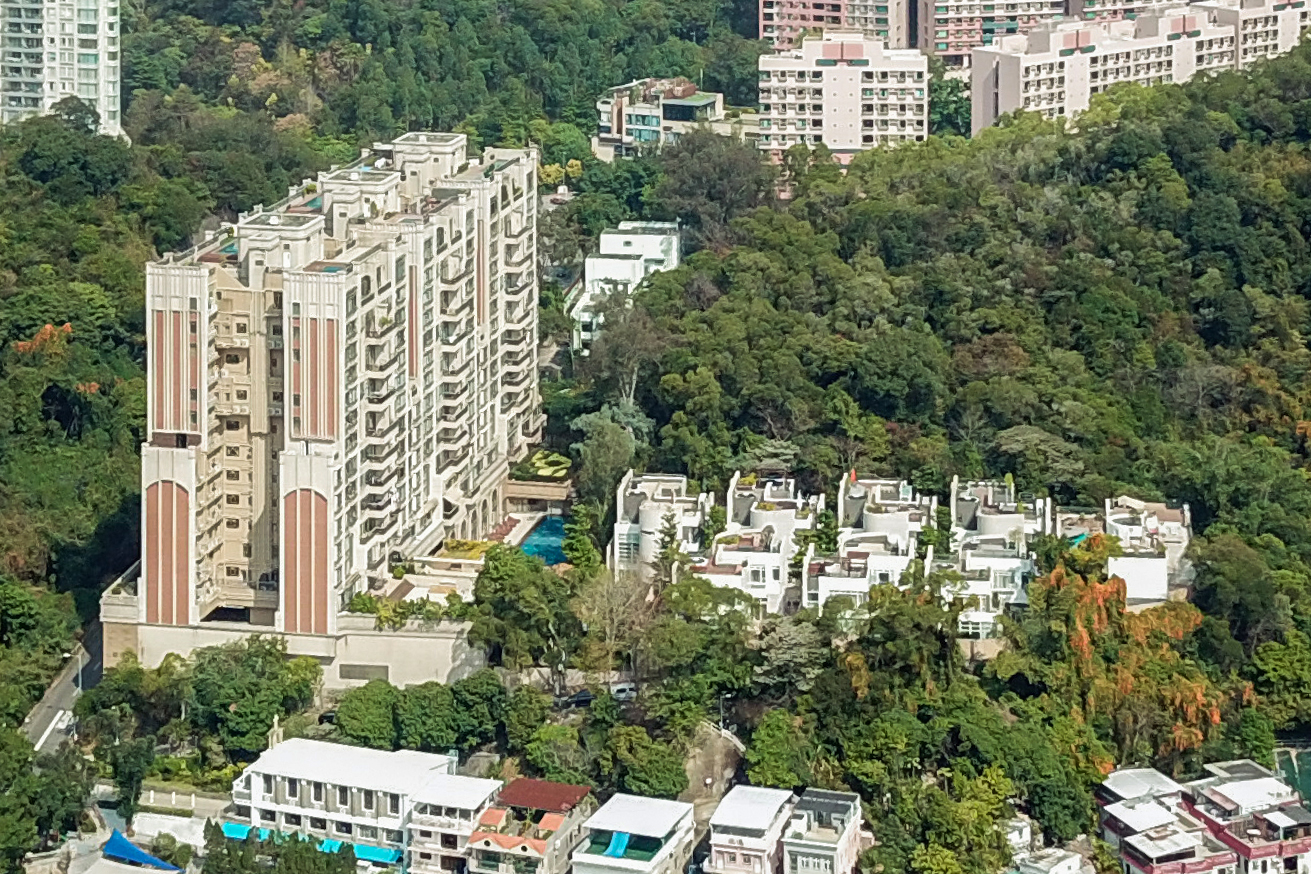
嘉御山
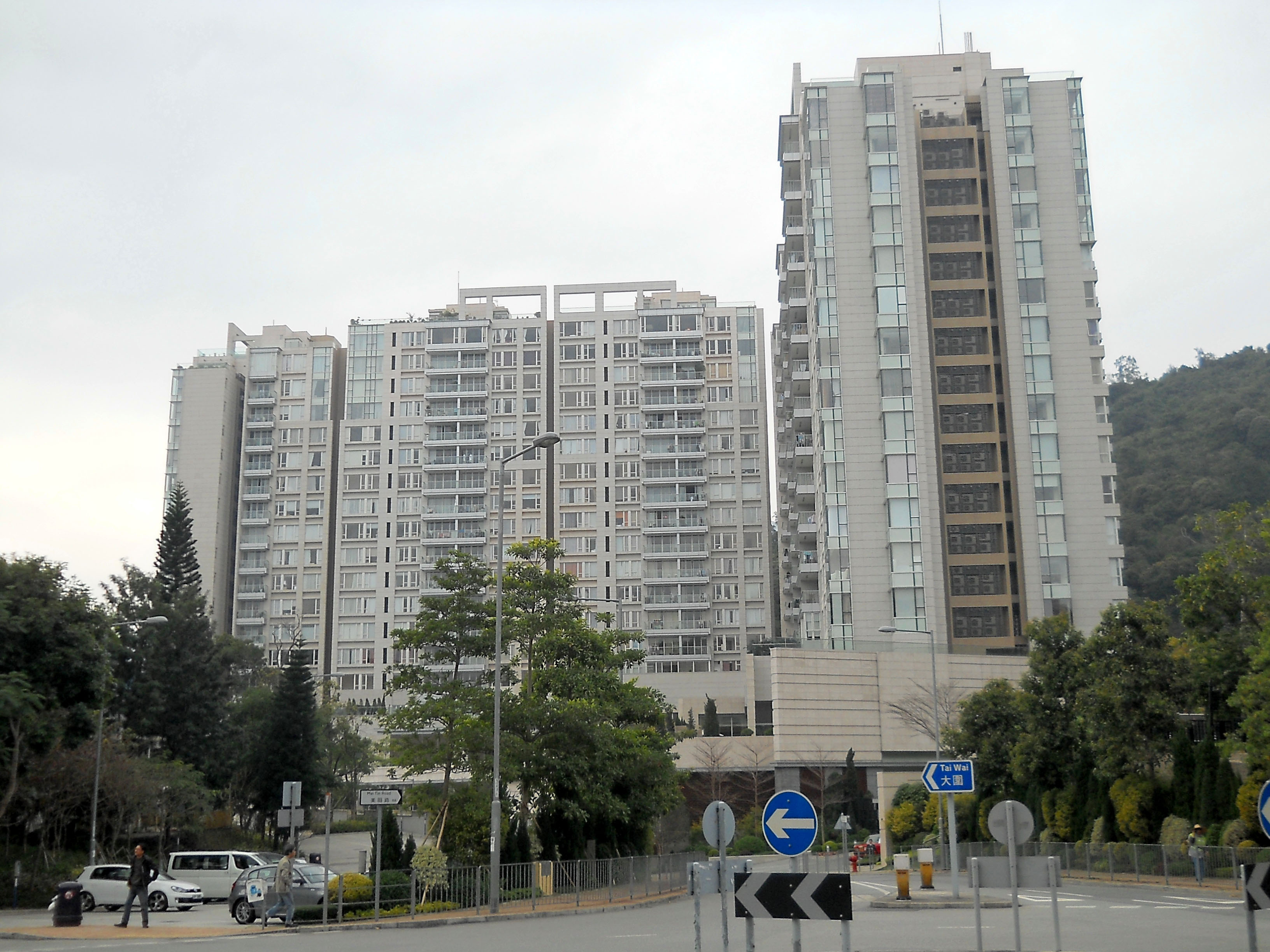
壹號雲頂
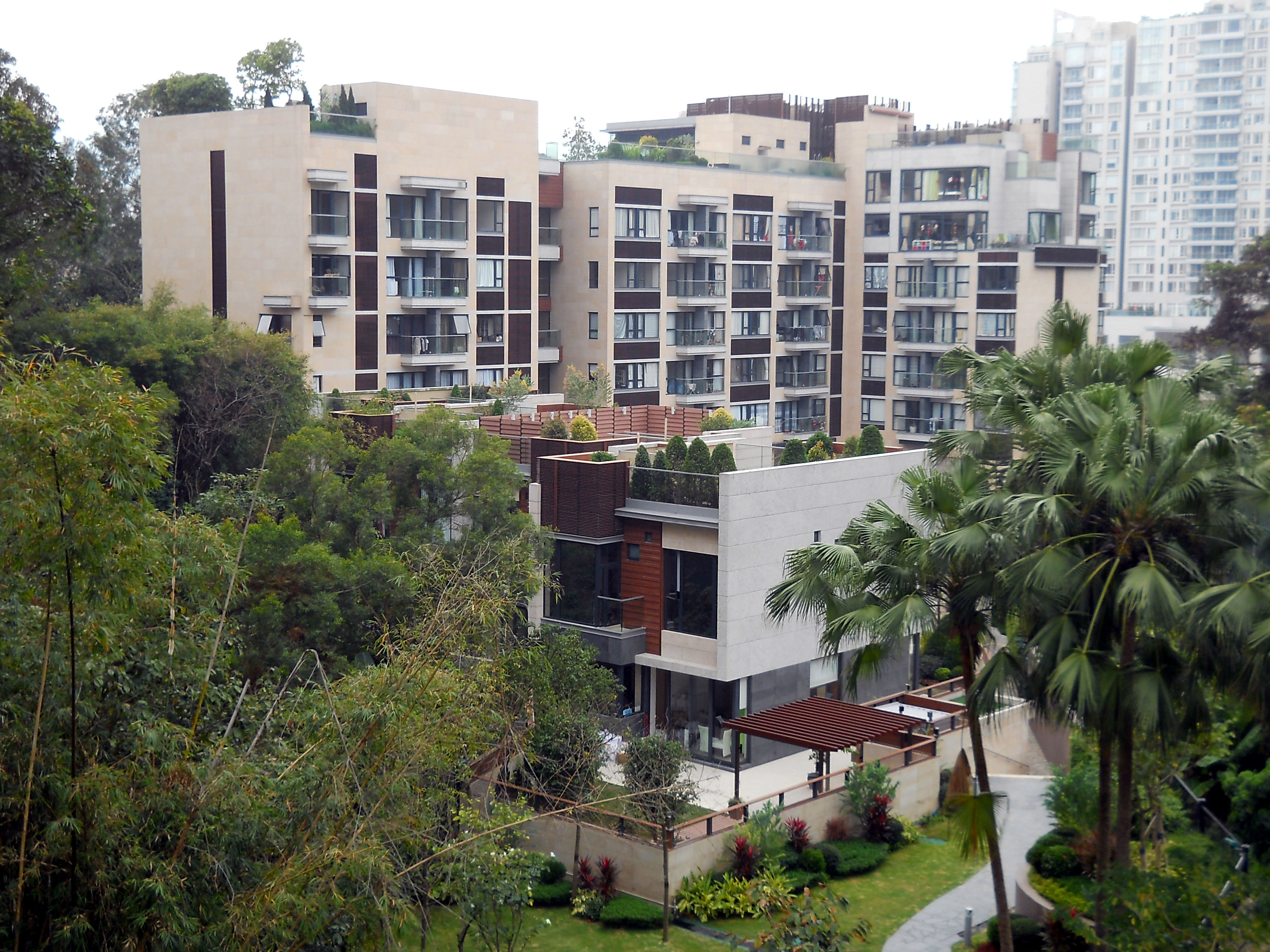
雲頂峰

## 公共交通

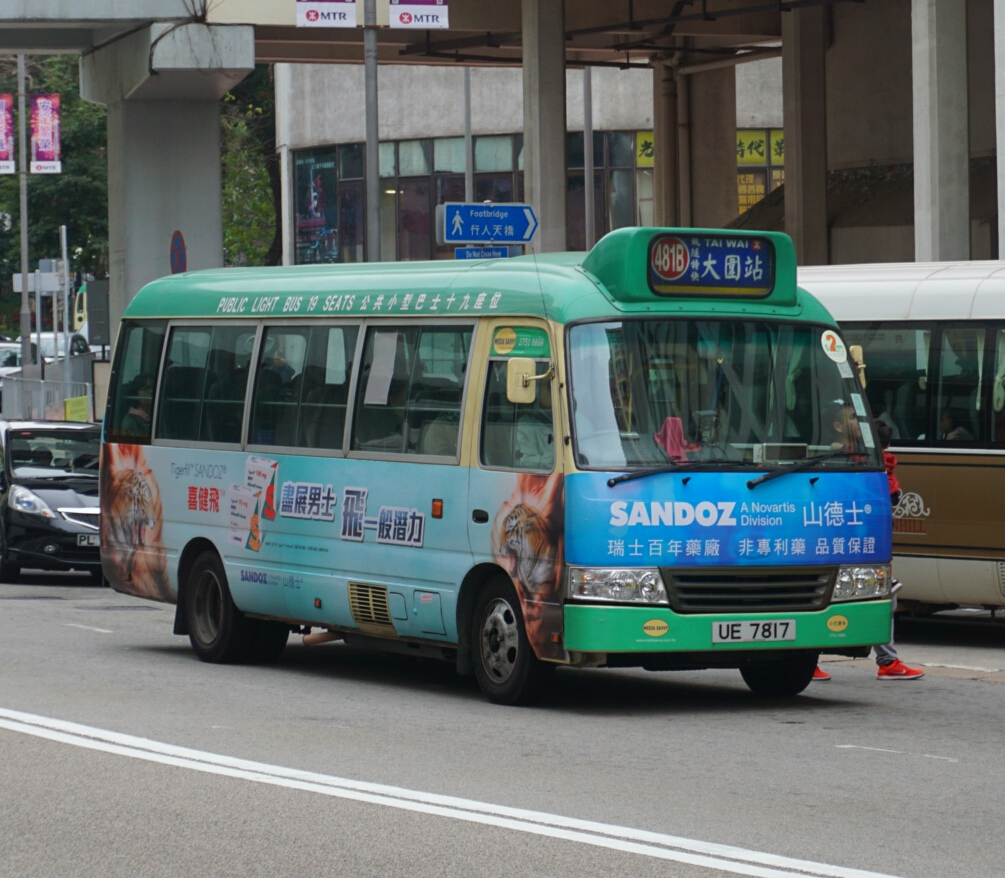
新界區專線小巴481B線

- 小巴

### 新界區專線小巴481B線
- 荃灣街市街 ↔ 大圍（銅鑼灣山）